# Haller család
A Haller család hallerkői (von Hallerstein) grófi család, melynek tagjai a 15. század vége körül kerültek Magyarországra Nürnbergből, amelynek ősi patrícius családjai közé tartoztak.

## Nevének eredete
A német eredetű Haller család neve valószínűleg a Heller (fillér, obulus) szóból származik, mely néven már a 15. század elején szerepelt a család némely tagja.

## Története

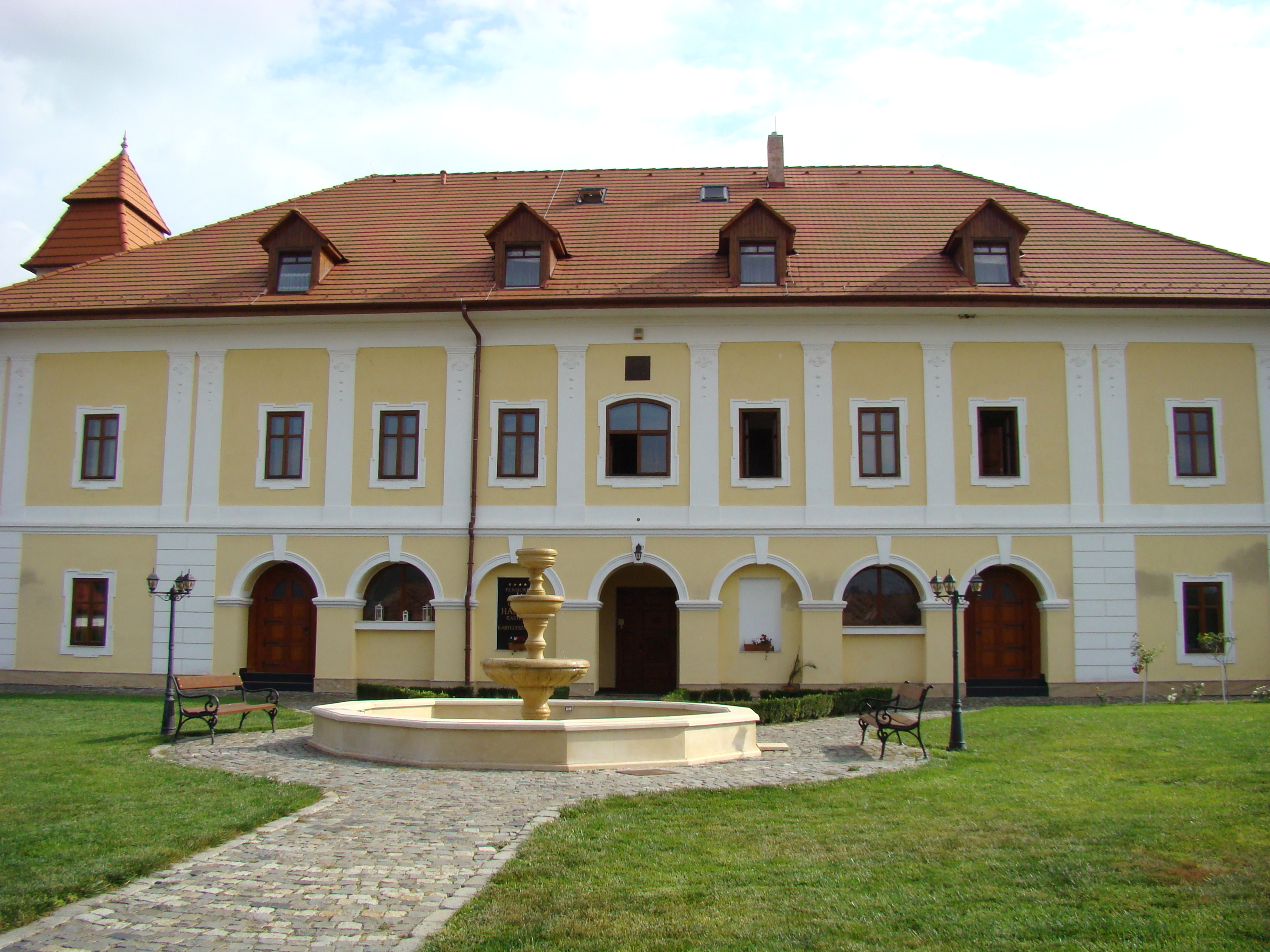
A helyreállított marosugrai Heller kastély 2014-ben

A család eredetileg feltehetően Bambergben lakott, ahol szabad megtelepültekként (Freysess) voltak említve. Nürnbergben és a környező Frankföldön a 14. századtól kezdve élt a család, melynek több tagja is foglalkozott történetirással, főképpen a családjukra vonatkozó adatok felkutatásával és összeállításával, köztük Haller János (megh. 1493.) is írt egy genealogikus művet, melyben a saját maga és mások nemzetségtábláját állította össze, majd 1533-ban Haller Konrád is, aki 68 éves korában fogott egy Geschlechtbuch megírásához, melyet 1536-ban be is fejezett. Ez az érdekes kézirat később a Jankovich-féle gyűjteményből a Magyar Nemzeti Múzeum tulajdona lett. A legérdekesebb családtörténeti munka és album azonban Haller Bertalan, V. Károly császár tanácsosának keze közül került ki, aki 1521 táján kezdte szerkeszteni, fölvéve abba minden adatot, melyet családjáról felkutathatott, és minden egyes családtagot képen is feltüntetett benne. Az ő munkájában a család története és a képek sorozata 1198-tól kezdődik, Rüxner 1530-ban megjelent, "légből kapott" adatairól híres Turnierbuchja alapján. Azonban ha a 16. század előtti képek és adatok még nem is megbízhatóak, annál becsesebbek az utána következők, melyeket egykorúan írtak nemzedékről-nemzedékre, és festettek be a nemzetségkönyvbe.

## A család német ága
A Haller család két ágra vált a 16. század elején és egyik ága áttelepedett Magyarországra, a másik Németországban maradt. A két ág még a17. század végén is fenntartotta a rokoni összeköttetést, de a magyar ág már akkor gazdagságban és tekintélyben túlszárnyalta amazt. A német ág még a 19. században is virágzó ágának tagjai Nürnbergben, Bajorország más városaiban, Poroszországban, sőt Ausztriában éltek. A német ág bárói rangot viselt, melyet 1790. szeptember 24-én Haller János Zsigmond nyert Nürnbergben maga és egész családja számára. Ez a bárói címer ugyanaz, mint a magyar grófi ág által is használt régi címer, egy szívpajzzsal megtoldva, melyben kétfejű sas látható a birodalmi koronával.

## A család magyar ága

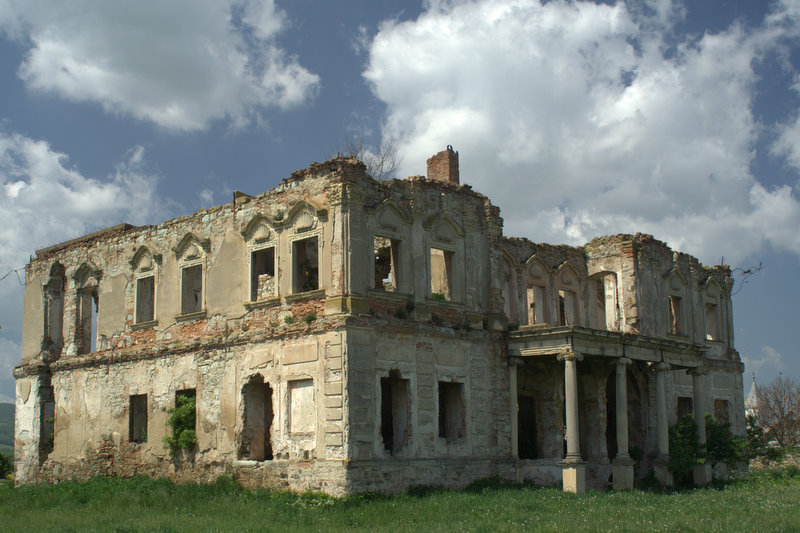
A kapjoni Haller kastély maradványai

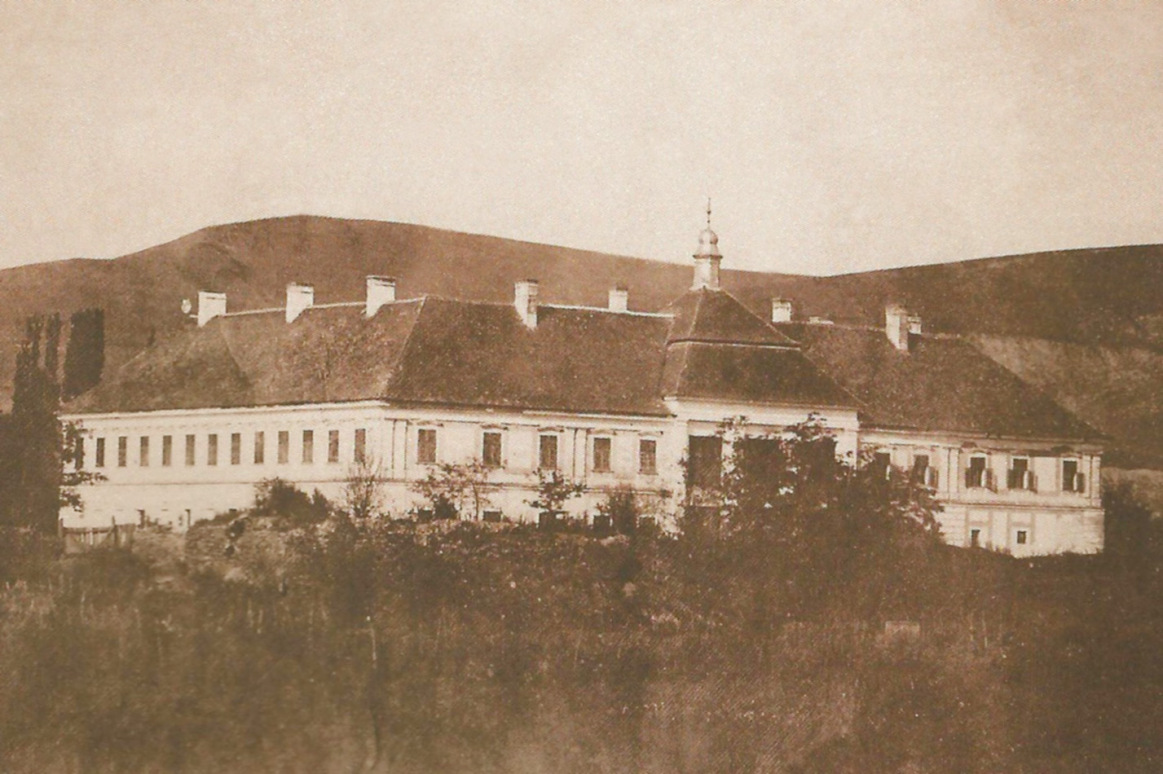
A kerelőszentpáli Haller kastély 1864-ben

A magyar ág 1699. április 1-én nyerte el a bárói címet. A grófi címet a fejéregyházi ágból Haller István, erdélyi főkormányszéki elnök fiai: Gábor, János és László kapták 1713. január 15-én.
A kapjoni ágból Haller Pál és György és gyermekei, valamint ezek unokatestvérei nyerték a grófi rangot 1753. június 18-án.
A Haller család magyar ágának megalapítója és törzsatyja Ruprecht volt, aki Budán telepedett meg. Magyarországra költözésének pontos ideje nem ismert. Az első róla ismert adat szerint Mátyás király lovaggá ütötte. Ruprecht testvérbátyját, Vilmost pedig Mátyás király 1480-ban udvari szolgájának és hívének fogadta, és egyúttal királyi kegyelmébe is vette. Idősebb Ruprecht, a magyar ág alapítójának atyja, II. Ulászlónak mint cseh királynak tett szolgálatokat, melyekért 1489-ben szabadalmat nyert, hogy ő, valamint utódai 4000 forint erejéig magyarországi jószágot szerezhessenek. E szabadalomnak (idősebb Ruprecht ugyanis még ugyanazon évben, 1489-ben meghalt), ezért úgy látszik ifjabb Ruprecht szerzett érvényt, és Ulászló uralkodása elején állandó lakását Budára tette át. Fia, János (civis Budensis) 1515-ben Brassó város huszadából 400, majd ismét 1600 forintot kapott, a király meghagyása következtében. Ruprecht 1504-ben halt meg, öt fiat hagyva maga után. Vele körülbelül egy időben még két Haller élt Magyarországon: Bertalan Pesten és Konrád Kassán. Mindkettőnek voltak fiai is, de úgy látszik, ezek mindannyian magtalanul haltak el. Konrád fia, Endre doktor juris Kassán lakott (a családkönyvben magyar ruhában van lefestve), és 1572-ben halt meg nőtlenül, öccse, Bertalan pedig 1566-ban. A magyarországi Haller családot tehát egyedül Ruprecht ága vitte tovább. Legidősb fia: János (kiről fennebb már szó volt) Budán lakott, és négyszer nősült. Kereskedést folytatott. 1531-ben Pozsonyban pénzverdéje volt. Mert Ferdinánd 1531-ben meghagyta a pozsonyi tanácsnak, hogy Haller Jánost "a barátkolostorban pénzverdének berendezett szobákért szorítsa fizetésre", Ruprecht kanonok a budai szent Zsigmond-templomnál. Pál Budán, majd Nagyszebenben lakott, és 1530-ban halt meg nőtlenül. Sebestyénről nevén kívül semmit sem tudunk.
A család továbbvivője és az erdélyi Haller család megalapítója Péter volt.

## A család címere

Négyelt pajzs. 1. és 4. tagozatában vörös mezőben a jobb felső sarokból jövő ezüstkék és ugyanonnét ebbe benyuló kisebb fekete ék; 2. és 3. tagozata haránt ketté van osztva, felső részének vörös mezejében lefelé irányuló behajlott szárnyú arany ék, az alsó rész ezüstmezejében lépdelő fekete oroszlán található. A címerpajzs fölött két sisak, a jobb oldalon két lantformára hajlott vörös szarv közt, melyeknek öblös végeiből egy-egy pávatoll látszik ki, balra néző kinövő vörös szerecsen nőtörzs, karok nélkül, fekete hajjal és lebegő végű fehér homlokkötővel. Sisaktakarója ezüstvörös. A baloldali sisak fölött szarvasagancs és egy arany-vörösezüsttel vágott szárny. Sisaktakarója aranyvörös.

## A család egyes tagjai
- Haller Péter (1500-1570) - az erdélyi ág megalapítója. Apja Rupert (meghalt:1500-ban) Péter első neje Schirmer Ágnes. 2. neje: Kemény Kata volt. Első nejétől született II. Péter (meghalt: 1566-ban), 2. nejézől Gábor (meghalt: 1608-ban) és Mihály.
- Haller Gábor (I.) (1558–1608) Apja I. Péter, a szászok grófja volt, a fejéregyházi, kitől a család máig leszármazott. 1550. május 10-én született, meghalt 1608. július 12-én. Végigélte a Báthoryak uralkodását, maga is részt vett, mint ifjú, Báthory István diadalaiban, férfiként pedig a zivataros idők történetében, amely Erdély osztályrészül jutott a 16. század végén és a 17. század elején. Első nejével rokonságba került az erdélyi fejedelmi családokkal, mivel először Bocskay Ilonát, Báthory Kristóf nejének (tehát Zsigmond fejedelem anyjának) és Bocskai Istvánnak nővérét vette el. Buzgó híve volt a szabadságért fegyvert fogott Bocskaynak, akitől 1606-ban a kapjoni uradalmat nyerte. Rákóczi Zsigmond fejedelemsége alatt tanácsúr, Fogaras vára főkapitánya és Küküllő vármegye főispánja volt. Második neje Bornemissza Boldizsár leánya, Kata lett. Nyolc gyermeke közül a családot az első nejétől származott István és György vitték tovább.
- Haller Gábor (II.) I. István fia, a 17. század-i erdélyi vértanúk egyike. 1614. szeptember 26-án született, vérpadon halt meg 1662-ben. 1629-ben, 15 éves korában Brandenburgi Katalin udvarába került, ahol a fejedelemasszony apródja lett. 1730-ban református vallásra tért; egy évig az Odera melletti Frankfurtban és a franekeri egyetemen, 1631 őszétől pedig a leideni egyetemen tanult, és külföldön járt egész 1635-ig. Külföldről visszatérve, a közügyek szolgálatába lépett. 1635-ben a fejedelem udvarában szolgált, mint bejáró. 1636 őszén a fejedelem táborával Várad, Jenő és Lippa táján járt. 1637-39-ig ismét a fejedelmi udvarban szolgált; ott volt a nevezetes dési gyűlésen is, amely a szombatosok fölött ítélt. 1644-ben részt vett Rákóczi György felső-magyarországi táborozásában, s különösen Patak megerősítésében működött közre. Idősebb Rákóczi György Haller Gábor iránti bizalma és szeretete átszállott fiára, II. Rákóczi Györgyre is. Miután az 1648-ban követte atyját a trónon, Haller Gábort hamarosan a nevezetes végvár, Borosjenő, főkapitányává és Zaránd vármegye főispánjává tette. 1660. május 22-én, miután a török a szászfenesi csatatéren legyőzte Rákóczit, Barcsay a török által kirótt hadisarc engedése végett Haller Gábort küldte Ali pasa táborába, mely Nándorfejérvárról Temesvár felé indult. Ali pasa nemcsak rosszul fogadta, de fogságba is vetette Haller Gábort, magával hurcolva Várad alá, hiába jött Barcsay maga is kiszabadítására. Csak 1660. augusztus 27-én, Nagyvárad kiostromlása után bocsátotta őket szabadon. Barcsay 1660 végén leköszönt, és a rendek Kemény Jánost választották fejedelemmé, aki Haller Gábort folytonosan maga mellett tartotta, részben mert tartott tőle, részben, hogy általa népszerűségét növelje. Nem sokkal ezután Kemény ellenében Ali pasa a nyárádtői táborban Apafit tette meg fejedelemmé, aki hasonlóképen nagy súlyt fektetett Haller Gábor megnyerésére. 1662-ben a kolozsvári országgyűlésről őt küldték az ország rendjei Ali pasához Temesvárra, a fölemelt török adó leszállíttatása végett. Apafi, aki Haller Jánosban versenytársat látott, ezért miután az a nagyvezér felszólítására a meghódított Érsekújvár alá ment, kijárta a nagyvezérnél, hogy félelmetes vetélytársa eltétessék láb alól; utódai nem maradtak.
- Haller Gábor (III.) (1685-1723) II. István legidősebb fia, aki a szatmári békét kötő Károlyi Sándor leányát, Klárát vette nőül. Haller Gábor korán, férfikora delét meghaladva, négy fiát anyai nagyapja, Károlyi Sándor neveltette, maga ügyelve fel iskoláztatásukra, maga választotta nevelőiket, az iskolákat (Magyarországon, Pozsonyban, Vácon, Pesten nevelődnek), gondos, példás neveltetésben részesítve unokáit. Mind a négyből derék férfi és jó hazafi vált: István (megh. 1756). Csongrád megye főispánja lett; László (Telemach jeles fordítója) Máramaros főispánja; Gábor tábornok, erdélyi főkormányzó, és Sándor, ki a katonai pályán ért el magas rangot.
- Haller Gábor (IV.) III. Gábor fia, Grassalkovich Annát vette nőül: tábornok, gubernátor és királyi étekfogó lett (meghalt 1784-ben). Az ő unokája volt a gróf Haller család egyik legkimagaslóbb alakja, Ferenc.
- Haller György I. Péter szász gróf unokája, I. Gábor fia, aki a kapjoni uradalmat nyerte, ezért a tőle származó ágat kapjoni ág-nak szokták nevezni. ő maga a magyarországi részekben szerepelt, [Szatmár vára főkapitánya, III. Ferdinánd király tanácsosa és a Tisza melletti részek főkapitánya volt. 1633. ápr. 20-án, élete 39. évében halt meg, a leleszi templomba temették el. Egyetlen fia született, Sámuel.
- Haller István (I.) I. Péter szász gróf unokája, Gábor fia, a fejéregyházi ág továbbfejlesztője. A 17. század első felében élt és a család nevezetesebb tagjai közé tartozik. A családkönyv szerint: négy erdélyi fejedelemnek volt tanácsosa (Rákóczi Zsigmond, Báthory Gábor, Bethlen Gábor és I. Rákóczi György), de már Bocskaytól is nyert uradalmat, Kővárt hagyva neki végrendeletileg. Később Küküllő vármegyének főispánja, majd az ország főkapitánya lett. Az 1638 évi nevezetes dési gyűlésen is Haller István elnökölt. Meghalt 1657-ben. Családja fényét növelte. Ő építette a fejéregyházi és zoltáni kastélyt. Három fia maradt: Gábor, Pál és János, akik Erdély történelmében nevezetes szerepet játszottak.

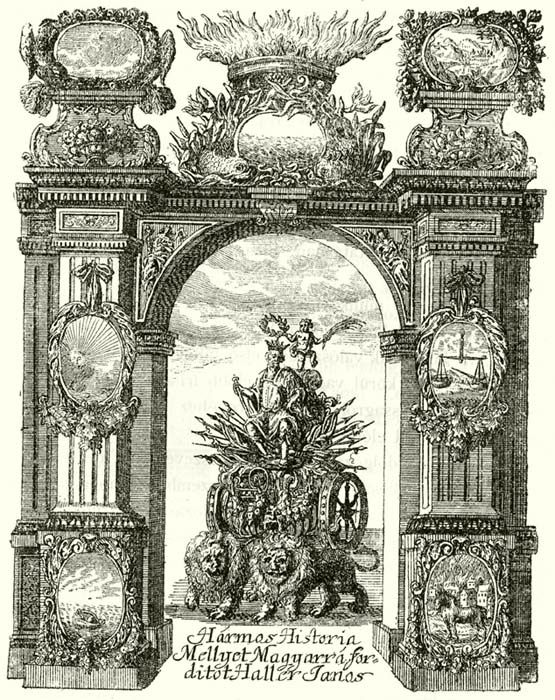
Haller János Hármas istóriája

- Haller János (I.), I. István fia, a család legkimagaslóbb alakjainak egyike. Nevét nemcsak a politikai, de az irodalomtörténet is megörökítette. Kemény János bizalmas híve volt, részt vett annak utolsó, szerencsétlen táborozásában. 1664-ben fejedelmi tanácsos lett. A Torda megyei főispánságot viselte. Járt a portára is követségbe. Apafi uralkodása idején ő is az elégedetlenek közé tartozott. 1677-ben a fogarasi országgyűlésen a fogságra vetett Béldi és Bethlen Miklós kiszabadítása érdekében dolgozott. 1678-ban belekeveredett a Béldi-féle összeesküvésbe is. De Teleki Mihály vaskezével csirájában elfojtva a mozgalmat, az összeesküvés részesei, köztük Haller János is, fogságba kerültek a fogarasi várba. Hosszú rabsága idejét irodalmi tanulmányokkal, idegen nyelvű könyvek magyarra fordításával töltötte. Melegen érdeklődött a nemzet nyelve és irodalma iránt, annak szolgálatában keresett és talált vigasztalást. A békességes türésnek paizsa című magyarra fordított műve előszavában buzdítólag szólalt fel a magyar nyelv művelése érdekében. Főmunkája a Hármas istória, melyet rabsága magányában írt Nagy Sándor történetéről, a trójai veszedelemről. Haller János 1682-ben szabadult ki a fogságból, és csakhamar visszanyerte befolyását a közügyekben. Miután az éleslátású Teleki Mihály észlelte a török uralom hanyatlását, Budavára visszavétele előtt egy évvel megindította az alkudozást Béccsel, majd az 1685 évi gyulafehérvári országgyűlésről díszes követség élén Haller Jánost küldték föl Bécsbe a kiegyezés létesítésére. 1686. június 28-án jött létre a bécsi haditanáccsal az az egyezség, melyet bécsi v. Haller-féle diploma (Tractatus Hallerianus vagy Diploma Halleriana) néven ismerünk a történelemben, amely alapját képezte a későbbi Leopold-féle diplomának. 1691-ben Haller Jánost erdélyi kincstartóvá választották meg. 1697. február 28-án halt meg.
- Haller István (II.), I. János idősebb fia. Ő nemcsak fenntartotta, de növelte is a család fényét. Mikor Erdély az osztrák ház alá került, a bécsi udvar egyik legmeghittebb embere volt, aki 1692-ben tanácsossá és a gubernium tagja lett. 1699. április 1-én báróságot nyert; ő szerezte meg a grófságot is, melyről azonban a diploma csak halála után, 1713. július 8-án kelt és melyet 1717-ben hirdettek ki a szebeni országgyűlésen. 1708-ban, mikor Bánffy György gubernátor meghalt, Haller István volt az egyedüli magyar a guberniumban két szász mellett. Ő lett tehát a kormánytanács elnöke. Nagy része volt a Erdélyi Római Katolikus Státus szervezésében. Meghalt 1710. május 2-án, Szentpálon temették el.
- Haller János (II.) a báróságot nyerő II. István fia, meghalt 1756-ban. Atyja nyomdokain haladt, egészen a gubernátorságig jutott. Előbb Csík, Gyergyó és Kászonszék főkirálybírája (1729). Gubernátorrá 1734-ben választották, 22 évig viselte e méltóságot. Fiúutódai nem voltak.
- Haller Ferenc tábornok, horvát bán. Maros-Torda vármegyében, Szentpálon, 1796. március 24-én született, meghalt Bécsben, 1875. március 5-én. Atyja IV. Gábor, anyja Grassalkovich Mária volt. Jogi tanulmányai után a hadseregbe lépett és a lipcsei csatában tiszti rangot nyert, majd József nádor hadsegéde lett; később a magyar testőrségbe helyezték át. 1841-ben horvát- és tótországi bánná nevezték ki, az volt 1846-ig. Ő volt az első horvát bán, aki az országgyűlésen (1843) magyarul beszélt. Az 1848-49 évi olasz hadjáratban altábornaggyá lépett elő. 1856-ban Albrecht főherceg hadsegéde, 1859-nen pedig lovassági tábornok lett: 1860-ban vonult nyugállományba; 1861-ben az osztrák urak házának örökös tagjává nevezték ki. 1867-ben pedig a magyar testőrség újbóli felállítása alkalmával annak kapitánya lett. A szentpáli sírboltban van eltemetve.
- Haller Jenő gróf, a kapjoni ágból. 1844-ben született Balástelken, Küküllővár ura volt. Tanulmányai végeztével gazdálkodott, Balástelken mintagazdaságot létesített. 1887-1892 között képviselő volt.
- Haller Béla (1854–1914) gróf, zoológus. Erdélyben született, egyetemi tanulmányait külföldi egyetemeken végezte, sokáig dolgozott Bécsben és Heidelbergben, egy ideig erdélyi birtokán élt, majd Göttingenbe ment, ahol 1893-ban az egyetem magántanára lett. A lágytestűek anatómiai viszonyainak tanulmányozásával foglalkozott, és különböző német szakfolyóiratokban több értékes dolgozata jelent meg.